# Совет Федерации СССР
Сове́т Федера́ции СССР — совещательный государственный орган в СССР в 1990—1991 гг., куда входили Президент СССР, Вице-президент СССР (с декабря 1990 г.) и главы союзных республик.

## История
Совет Федерации СССР образован на основании Закона СССР от 14 марта 1990 г. № 1360-I «Об учреждении поста Президента СССР и внесении изменений и дополнений в Конституцию (Основной Закон) СССР». Этим законом установлено, что Президент СССР возглавляет Совет Федерации, в состав которого входят высшие государственные должностные лица союзных республик. В заседаниях Совета Федерации имели право участвовать Председатель Верховного Совета СССР, председатели палат Верховного Совета СССР, высшие государственные должностные лица автономных республик, автономных областей и автономных округов.
Статьёй 127.4. Конституции СССР (в редакции Закона СССР от 14 марта 1990 г. № 1360-I) устанавливались полномочия Совета Федерации:
- рассматривает вопросы соблюдения Союзного договора
- разрабатывает меры по проведению в жизнь национальной политики Советского государства
- представляет Совету Национальностей Верховного Совета СССР рекомендации по разрешению споров и урегулированию конфликтных ситуаций в межнациональных отношениях
- координирует деятельность союзных республик и обеспечивает их участие в решении вопросов общесоюзного значения, отнесенных к компетенции Президента СССР

Статьёй 127.6 Конституции СССР предусматривалась возможность проведения Президентом СССР совместных заседаний Совета Федерации СССР и Президентского Совета СССР для рассмотрения наиболее важных вопросов внутренней и внешней политики страны.
Указом Президента СССР от 21 марта 1990 г. № 1 определено место нахождения резиденции Совета Федерации СССР — Кремль, город Москва.
Законом СССР от 26 декабря 1990 г. № 1861-I «Об изменениях и дополнениях Конституции (Основного Закона) СССР в связи с совершенствованием системы государственного управления» установлено, что Президент СССР возглавляет Совет Федерации, в состав которого входят Вице-президент СССР, президенты (высшие государственные должностные лица) республик (имелись в виду, как союзные, так и автономные республики). В заседаниях Совета Федерации имели право участвовать Председатель Верховного Совета СССР, а также высшие государственные должностные лица автономных областей и автономных округов с правом решающего голоса по вопросам, затрагивающим их интересы.
Законом СССР от 5 сентября 1991 г. № 2392-I «Об органах государственной власти и управления Союза ССР в переходный период» Совет Федерации фактически заменен Государственным советом, так как не были внесены соответствующие поправки в конституцию СССР.

## Члены Совета Федерации СССР (от союзных республик)
от Азербайджанской ССР
- Кафарова, Эльмира Микаил кызы (до 16 мая 1990 г.)
- Муталибов, Аяз Ниязи оглы (с 18 мая 1990 г.)

от Армянской ССР
- Восканян, Грант Мушегович (до 4 августа 1990 г.)
- Тер-Петросян, Левон Акопович (с 4 августа 1990 г.)[источник не указан 2202 дня]

от Белорусской ССР
- Дементей, Николай Иванович (до 25 августа 1991 г.)
- Шушкевич, Станислав Станиславович (с 25 августа 1991 г.)

от Грузинской ССР
- Гумбаридзе, Гиви Григорьевич (до 14 ноября 1990 г.)
- Гамсахурдия, Звиад Константинович (с 14 ноября 1990 г.)[источник не указан 2202 дня]

от Казахской ССР
- Назарбаев, Нурсултан Абишевич

от Киргизской ССР
- Акматов, Таштанбек Акматович (до 10 апреля 1990 г.)
- Масалиев, Абсамат Масалиевич (10 апреля — 27 октября 1990 г.)
- Акаев, Аскар Акаевич (с 27 октября 1990 г.)

от Латвийской ССР
- Горбунов, Анатолий Валерианович[источник не указан 2202 дня]

от Литовской ССР
- Ландсбергис, Витаутас Витаутасович[источник не указан 2202 дня]

от Молдавской ССР
- Снегур, Мирча Иванович (Мирча Ион)[источник не указан 2202 дня]

от РСФСР
- Воротников, Виталий Иванович (до 29 мая 1990 г.)
- Ельцин, Борис Николаевич (с 29 мая 1990 г.)

от Таджикской ССР
- Паллаев, Гаибназар Паллаевич (до 12 апреля 1990 г.)
- Махкамов, Кахар Махкамович (12 апреля 1990 г. — 31 августа 1991 г.)
- Аслонов, Кадриддин Аслонович (с 31 августа 1991 г.)

от Туркменской ССР
- Ниязов, Сапармурат Атаевич

от Узбекской ССР
- Ибрагимов, Мирзаолим Ибрагимович (до 24 марта 1990 г.)
- Каримов, Ислам Абдуганиевич (с 24 марта 1990 г.)

от Украинской ССР
- Шевченко, Валентина Семеновна (до 4 июня 1990 г.)
- Ивашко, Владимир Антонович (4 июня — 23 июля 1990 г.)
- Кравчук, Леонид Макарович (с 23 июля 1990 г.)

от Эстонской ССР
- Арнольд Фёдорович Рюйтель[источник не указан 2202 дня]